# Cheile Bicazului și Lacul Roșu
Cheile Bicazului și Lacul Roșu alcătuiesc o arie protejată de interes național ce corespunde categoriei a IV-a IUCN (rezervație naturală de tip geologic, acvatic, faunistic, floristic și peisagistic), situată în județul Harghita pe teritoriul administrativ al orașului Gheorgheni .

## Localizare
Aria naturală se află în partea centrală a Munții Hășmaș, în  extremitatea estică a județului Harghita, la limita teritorială cu județul Neamț și este străbătută de drumul național DN12C care leagă orașul Gheorgheni de Bicaz.

## Descriere
Rezervația naturală inclusă în Parcul Național Cheile Bicazului - Hășmaș, a fost declarată arie protejată prin Legea Nr.5 din 6 martie 2000 (privind aprobarea Planului de amenajare a teritoriului național - Secțiunea a III-a - zone protejate) și se întinde pe o suprafață de 2.126,53 hectare.
Aria naturală protejată reprezintă un areal montan, cu zone împădurite, pajiști, goluri alpine, stâncării, cheiuri, lacuri naturale (Lacul Roșu cunoscut de localnici și sub numele de lacul Ghilcoș, lac de baraj natural format la poalele Hășmașului Mare în anul 1837) și văii; bogat în floră constituită din gorunete și făgete, molidișuri, jnepenișuri și ierburi; și o faună bine reprezentată de mai multe specii de mamifere, păsări, reptile, amfibieni, pești și insecte.
Rezervația Cheile Bicazului și Lacul Roșu se suprapune sitului Natura 2000 - Cheile Bicazului - Hășmaș.